# Potočna čestoslavica
Potočna čestoslavica (bubrežasta čestoslavica, bobovnjak, salata od palate; lat. Veronica beccabunga) je biljka iz porodice Plantaginaceae rasprostranjena po Euroaziji i dijelovima Afrike; uvezena u Sjevernu Ameriku.
Raste po kanalima te uz izvore i potoke. Mlada je biljka jestiva prije cvatnje. Naraste do 60 cm visine, cvate sitnim plavim ili ružičastim cvjetovima. Listovi su ovalni, pilastog ruba. Postoje 3 podvrste.

## Podvrste
- Veronica beccabunga subsp. abscondita M.A.Fisch.
- Veronica beccabunga subsp. beccabunga
- Veronica beccabunga subsp. muscosa (Korsh.) Elenevsky

## Sinonimi
- Beccabunga vulgaris Fourr.
- Cardia beccabunga (L.) Dulac
- Veronica fontinalis Salisb.

## Vanjske poveznice
- PFAF database Veronica beccabunga  Arhivirana inačica izvorne stranice od 15. siječnja 2016. (Wayback Machine)

- V. beccabunga
- V. beccabunga
- V. beccabunga
- V. beccabunga